# WWE Championship
WWE Championship – światowy tytuł mistrzowski profesjonalnego wrestlingu stworzony i promowany przez amerykańską federację WWE w brandzie SmackDown. Mistrzostwo jest jednym z trzech głównych tytułów federacji wraz z World Heavyweight Championship promowanym w brandzie Raw i NXT Championship w brandzie NXT.
Mistrzostwo zostało stworzone przez ówcześnie znane World Wide Wrestling Federation (WWWF) 29 kwietnia 1963 jako WWWF World Heavyweight Championship, odłączając się tym samym od innej promocji, National Wrestling Alliance (NWA). Inauguracyjnym mistrzem był Buddy Rogers. Od czasu wprowadzenia był promowany pod różnymi nazwami głównie ze względu na zmiany nazw federacji i kilka unifikacji. Jest to najstarszy tytuł rozpoznawany przez federację, a także prezentowany jako najbardziej prestiżowy tytuł w WWE. Tytuł był stawką wielu walk wieczoru gal pay-per-view, w tym najważniejszej corocznej gali WWE, WrestleManii.
Od czasu wprowadzenia do 2001 był jedynym światowym tytułem w WWE. Po kupnie World Championship Wrestling (WCW) wrestlerzy federacji walczyli również o WCW Championship. Po unifikacji tytułów w Undisputed Championship, rok później wprowadzono World Heavyweight Championship, zaś Undisputed Championship stało się WWE Championship. W latach 2002–2006 i 2010-2013 mistrzostwo było jednym z dwóch głównych tytułów w WWE, zaś w latach 2006–2010 kolejnym aktywnym światowym tytułem federacji było ECW Championship. Wraz z dezaktywacją ECW Championship w 2010, a następnie z unifikacją wraz z World Heavyweight Championship w 2013, WWE Championship ponownie było promowane jako najważniejsze solowe mistrzostwo w WWE. W 2016 po kolejnym podziale WWE na brandy i utworzeniu konkurencyjnego WWE Universal Championship dla brandu Raw, WWE Championship zostało przydzielone do brandu SmackDown, ponownie stając się jednym z dwóch światowych tytułów federacji.

## Historia

### Pochodzenie

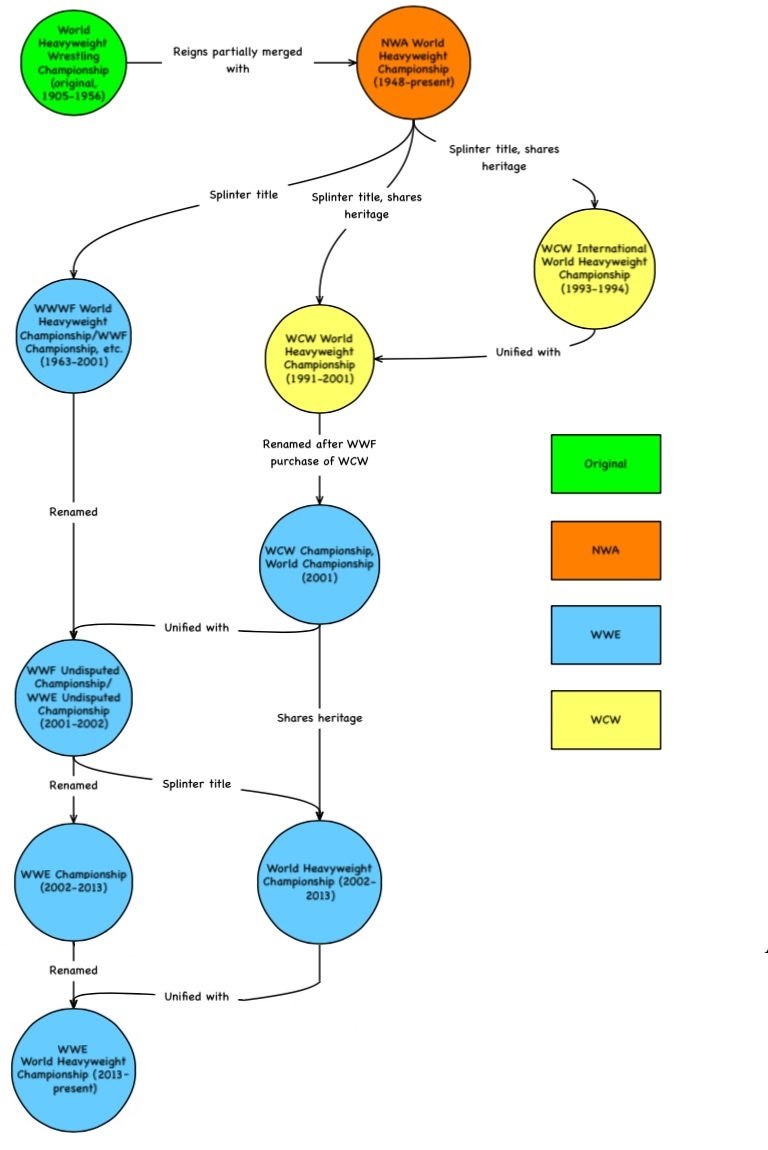
Diagram pokazujący ewolucję światowych tytułów w wrestlingu

Tytuł został wprowadzony w 1963, gdzie Buddy Rogers został pierwszym mistrzem. Początki mistrzostwa przypisuje się w National Wrestling Alliance (NWA), które było w posiadaniu promocji z różnych terytoriów. W latach 50. Capitol Wrestling Corporation (CWC) było częścią NWA i w 1963, kierownictwo CWC miało kontrolę nad operacjami NWA. W międzyczasie, Buddy Rogers posiadał NWA World Heavyweight Championship do 24 stycznia, kiedy to Lou Thesz pokonał Rogersa i zdobył tytuł. Wraz z brakiem zadowolenia poprzez ów rezultat, CWC odcięło się od NWA i stało się World Wide Wrestling Federation (WWWF). WWF World Heavyweight Championship zostało wprowadzone i otrzymał je Rogers po apokryficznym turnieju w Rio de Janeiro, pokonując Antonino Roccę w finale. Będąc ponownie w porozumieniu z NWA, WWWF zmieniło nazwę na World Wrestling Federation (WWF) w 1979 i kończąc ponownie ich wspólny rozejm w 1983, zmieniono nazwę tytułu na WWF World Heavyweight Championship, a później na prostsze WWF Championship, gdy Stone Cold Steve Austin zdobył go po raz pierwszy 29 marca 1998 na WrestleManii XIV.

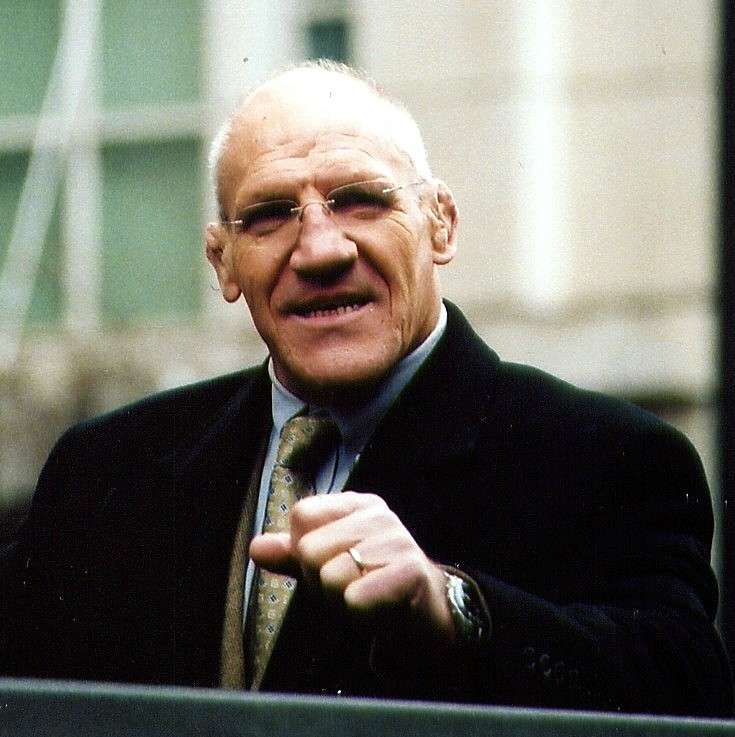
Dwukrotny mistrz i WWE Hall of Famer Bruno Sammartino, którego ponad siedmioletnie (2803 dni) pierwsze panowanie jako mistrz jest najdłuższe w historii

W 1991, World Championship Wrestling (WCW), członek NWA, wprowadziło WCW World Heavyweight Championship jako zastępstwo tytułu światowego NWA. WCW później odcięło się od NWA i stało się rywalem dla WWF. Obie organizacje nabierały znaczenia w mainstreamie i brały udział w telewizyjnych walkach o ratingi (większą oglądalność), znane jako Monday Night Wars. Pod koniec walk, WCW zanotowało spadek finansowy, które skumulowało się w marcu 2001 w kupno WCW przez WWF. W rezultacie, WWF nabyło biblioteki video WCW, wybrane kontrakty z wrestlerami i tytuły, wraz z resztą majątku. Część wrestlerów z WCW dołączyło do WWF rozpoczynając „The Invasion”, tworząc ugrupowanie The Alliance, wycofując się z reprezentowania nazwy WCW. WCW Championship (którego nazwa została zmieniona na proste „World Championship”) zostało zunifikowane wraz z WWF Championship 9 grudnia 2001. Na owej gali, Chris Jericho pokonał The Rocka i Steve’a Austina zdobywając (WCW) World Championship i WWF Championship kolejno. Jericho, uznawany przez WWE jako ostatniego WCW World Championa, nosił przy sobie pas Big Gold (reprezentujący „World Championship”) i pas WWF (reprezentujący WWF Championship) jako jeden pojedynczy tytuł pod nazwą Undisputed Championship. WWF postanowiło zamienić oba pasy na jeden tuż po zdobyciu tytułu przez Triple H’a w 2002.

### Wprowadzenie World Heavyweight Championship
W 2001 po tym, jak Team WWF pokonało Team Alliance (WCW/ECW) na tegorocznym Survivor Series, członkowie The Alliance zostali dołączeni do WWF. Aktywne były dwa tytuły światowe, gdzie The Rock posiadał (WCW) World Championship, zaś Steve Austin miał WWF Championship. Zostało ogłoszone, że następnym PPV po Survivor Series w tym roku będzie WWF Vengeance, którego sloganem było „One Undisputed Champion”. Ogłoszono, że na gali pojawią się trzy mecze unifikacyjne tytuły WCW i WWF. Kurt Angle miał zmierzyć się z Austinem o WWF Championship, zaś Chris Jericho z The Rockiem o (WCW) World Championship. Austin pokonał Angle’a i utrzymał WWF Championship i Jericho pokonał The Rocka i został nowym (WCW) World Championem. W walce wieczoru, Jericho zmierzył się z Austinem i wygrał pojedynek, unifikując tytuły mistrzowskie WCW i WWF. Jericho posiadał Undisputed Championship przez cztery miesiące, lecz stracił go na rzecz Triple H’a na WrestleManii X8. Ric Flair zaprezentował i wręczył nowy pas Undisputed WWF Championship Triple H’owi na pierwszym Raw po drafcie. Triple H posiadał tytuł przez miesiąc – stracił go na rzecz Hulka Hogana na Backlash. Wiele innych wrestlerów było w posiadaniu w późniejszym okresem; gwiazdy takie jak The Undertaker były przenoszone na dwa główne programy, Raw i SmackDown, przypisując tytuły i ważniejsze osoby dla danego brandu. Było to znane jako Brand Extension (poszerzenie brandów).
W maju 2002, WWF zmieniło nazwę na World Wrestling Entertainment (WWE) i tytuł również zmienił nazwę, na Undisputed WWE Championship. Po owych zmianach, tytuł nie był przypisany dla żadnego z brandów i członek RAW i SmackDown mógł walczyć o mistrzostwo. Generalnym menadżerom Raw i SmackDown, Ericowi Bischoffowi i Stephanie McMahon ten pomysł się nie podobał, dlatego Stephanie McMahon zakontraktowała ówczesnego mistrza Brocka Lesnara do brandu SmackDown, pozostawiając brand Raw bez tytułu mistrzowskiego. 2 września, Eric Bischoff zaprezentował World Heavyweight Championship, a jego pasem był wcześniej znany WCW World Championship. Tuż po tym, nazwa Undisputed WWE Championship została zmieniona na WWE Championship.
W lipcu 2011, CM Punk brał udział w storyline, gdzie oznajmił, iż odejdzie z WWE wraz z WWE Championshipem kiedy to jego kontrakt wygaśnie 17 lipca 2011 (data gali PPV Money in the Bank). Na gali, Punk pokonał Johna Cenę i zdobył tytuł, opuszczając federację z pasem mistrzowskim (co nie miało oczywiście miejsca, gdyż był to tylko storyline). Następnego dnia na Raw, Vince McMahon natychmiastowo zwakował tytuł, a 25 lipca na Raw, Rey Mysterio zwyciężył w 8-osobowym turnieju pokonując The Miza w finale i zdobył WWE Championship, lecz tej samej nocy stracił go na rzecz Ceny, którego było to rekordowe dziewiąte posiadanie tytułu. Jednakże po wygranej Ceny, Punk powrócił do WWE z jego pasem mistrzowskim, przez co w federacji figurowało dwóch WWE Championów. Na gali SummerSlam, Punk pokonał Cenę i ostatecznie został niekwestionowanym posiadaczem tytułu.

### Reunifikacja tytułów i drugi podział na brandy
Po zakończeniu pierwszego podziału brandów w 2011, WWE Champion i World Heavyweight Champion mogli pojawiać się na tygodniówkach Raw i SmackDown. Po Survivor Series w 2013, World Heavyweight Champion John Cena wyzwał WWE Championa Randy’ego Ortona do walki o wyłonienie niekwestionowanego mistrza. 15 grudnia 2013 na TLC: Tables, Ladders and Chairs, Orton pokonał Cenę w TLC matchu i zunifikował oba tytuły, wskutek czego nazwa WWE Championship została zmieniona na WWE World Heavyweight Championship. Zunifikowany tytuł kontynuował historię WWE Championship, zaś World Heavyweight Championship stał się oficjalnie nieaktywny.
27 czerwca 2016 podczas odcinka tygodniówki Raw, nazwę mistrzostwa zmieniono ponownie na WWE Championship; nazwa pozostała oficjalna przez niecały miesiąc, gdyż w lipcu 2016 ponownie zmieniono nazwę, tym razem na WWE World Championship. Z powodu przywrócenia podziału WWE na brandy, WWE Champion Dean Ambrose został przeniesiony do rosteru SmackDown. Podczas gali Battleground obronił mistrzostwo w walce z Sethem Rollinsem i Romanem Reingnsem, tym samym pozostawiając przynależność tytułu do brandu SmackDown. 25 lipca podczas odcinka Raw utworzono WWE Universal Championship jako odpowiednik WWE World Championship dla członków rosteru Raw. 10 grudnia 2016 po raz kolejny skrócono nazwę mistrzostwa do WWE Championship.

### Unifikacja z WWE Universal Championship (2022–2024)
Pod koniec stycznia 2022, zwycięzca męskiego Royal Rumble matchu Brock Lesnar wybrał panującego Universal Championa Romana Reignsa, jako swojego przeciwnika na przysługujące mu starcie na WrestleManię 38. Na gali Elimination Chamber Lesnar zdołał odzyskać WWE Championship od Bobby’ego Lashleya, pokonując jeszcze czterech innych pretendentów, w tym Austina Theory’ego, Setha "Freakin" Rollinsa, Riddle’a oraz AJ Stylesa, co uczyniło z walki na WrestleManii Winner Takes All match o WWE Championship i Universal Championship, która została dalej określona jako walka unifikacyjna. Na gali Reigns zdołał zwyciężyć Lesnara, zdobywając oba tytuły i stając się rozpoznawanym jako Undisputed WWE Universal Champion. WWE zaliczyło walkę jako walka unifikacyjna obu mistrzostw; jednak oba tytuły pozostały niezależnie aktywne, a Reigns został podwójnym mistrzem. 24 kwietnia 2023 na odcinku Raw, WWE Chief Content Officer Triple H ogłosił, że niezależnie od tego, do jakiego brandu Reigns zostanie powołany w drafcie WWE 2023, on i jego niekwestionowane mistrzostwo staną się wyłączni dla tego brandu. Następnie Triple H ujawnił nowy World Heavyweight Championship dla przeciwnego brandu jako odpowiednik Undisputed Championship Reignsa, które wygrał Seth "Freakin" Rollins na Night of Champions. Gdy Reigns został powołany na SmackDown, World Heavyweight Championship stał się ekskluzywny dla Raw.
2 czerwca 2023 roku na odcinku SmackDown, Triple H wręczył Reignsowi nowy, pojedynczy pas mistrzowski do reprezentowania Undisputed WWE Universal Championship. Pośród zamieszania w rodowodzie, Fightful poinformowało, że WWE potwierdziło im, że te dwa mistrzostwa są w rzeczywistości oddzielnymi rodowodami, reprezentowanymi przez jeden pas. Zostało to również reprezentowane na WWE.com, gdzie zarówno Reigns, jak i Cody Rhodes, który pokonał Reignsa na WrestleManii XL, zostali pokazani jako mistrzowie obu indywidualnych tytułów, a nie połączonego Undisputed WWE Universal Championship. Jednak po tym, jak Rhodes pokonał Reignsa, nazwa Universal nie była już używana. W następnym roku, po tym jak John Cena pokonał Rhodesa na WrestleManii 41, linia Universal Championship została zmieniona i Reigns został uznany za ostatniego mistrza.

## Przynależność mistrzostwa

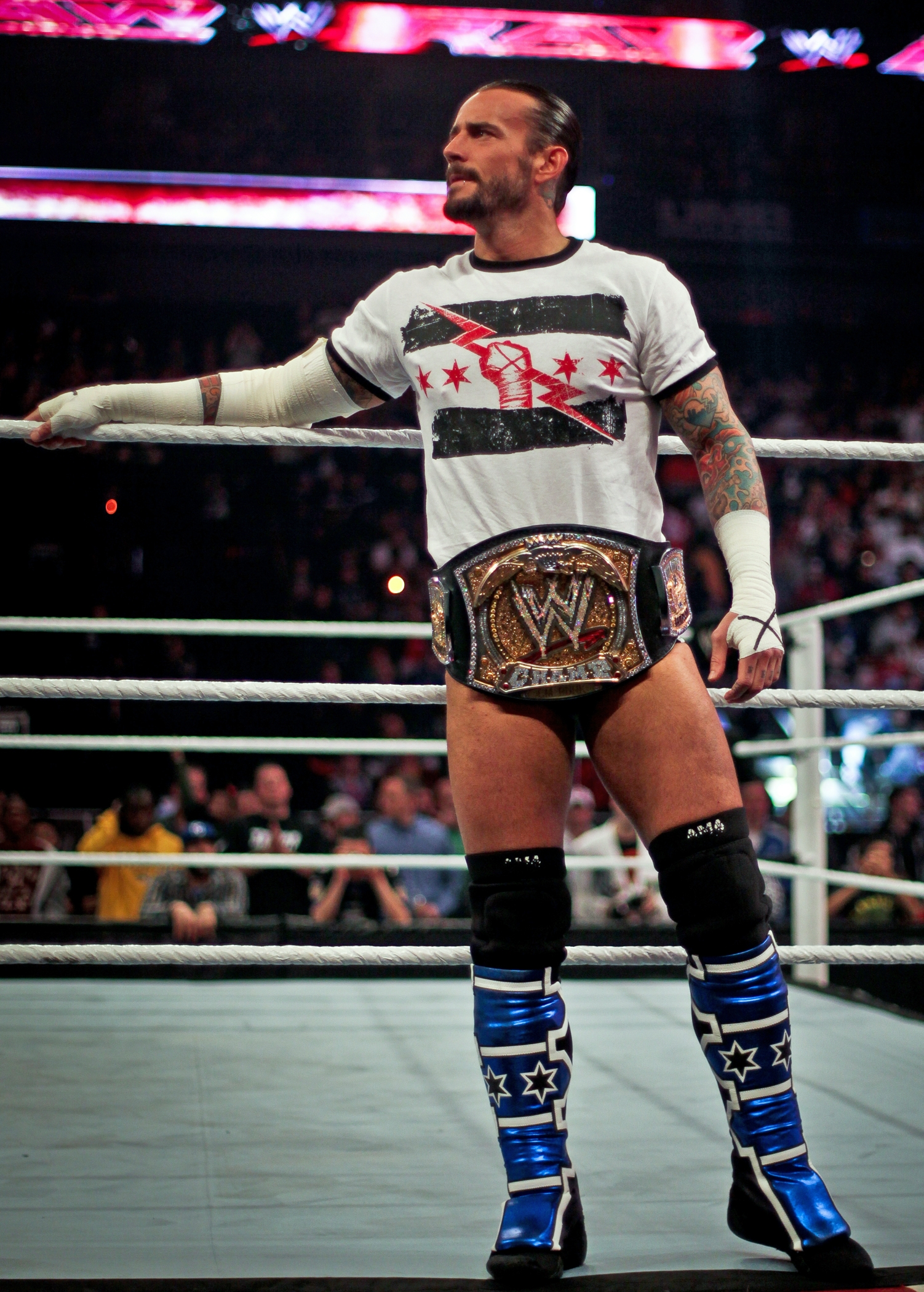
Dwukrotny mistrz CM Punk – pokazany z wersją „spinner” tytułu, który był używany od 2005 do 2013

Kiedy federacja zadecydowała o podziale WWE na brandy, w 2002 odbył się pierwszy draft. Ric Flair i Vince McMahon reprezentowali kolejno brandy Raw i SmackDown. W późniejszych latach inne osoby pełniły funkcje generalnych menadżerów reprezentujących dany roster. Każdego roku generalni menadżerowie brali udział w draft lottery, w którym wrestlerzy (i mistrzowie wraz z tytułami) zmieniali swoje brandy. 29 sierpnia 2011 WWE połączyło dwa rostery w jeden, przez co wrestlerzy (i mistrzowie) od tego momentu mogli pojawiać się na każdej gali.
25 maja 2016 WWE ogłosiło, iż SmackDown zostanie przeniesione na wtorkowe noce i będzie emitowane na żywo od 19 lipca. Zdecydowano się również na powrót podziału WWE na brandy. Pierwszy draft odbył się 19 lipca podczas odcinka tygodniówki SmackDown Live.
Poniżej znajduje się lista przedstawiająca zmiany przenosin tytułu WWE Championship pomiędzy brandami Raw, SmackDown i ECW.
| Kolory | Kolory                                  |
| ------ | --------------------------------------- |
|        | Tytuł przeniesiony do brandu Raw.       |
|        | Tytuł przeniesiony do brandu SmackDown. |
|        | Tytuł przeniesiony do brandu ECW.       |

| Data przeniesienia | Notka |
| ------------------ | --- |
| 2 września 2002    | Brock Lesnar podpisał kontrakt na wyłączność do występów w brandzie SmackDown i tytuł był broniony w tym brandzie. |
| 6 czerwca 2005     | Podczas WWE Draft Lottery, posiadacz World Heavyweight Championship Batista został przeniesiony do brandu SmackDown, podczas gdy WWE Champion John Cena został przeniesiony do brandu Raw.                                                                                             |
| 11 czerwca 2006    | Po tym jak WWE przywróciło ECW jako trzeci brand, Rob Van Dam został przeniesiony przez reprezentanta ECW Paula Heymana do nowego brandu. Podczas gali ECW One Night Stand Van Dam wykorzystał walizkę Money in the Bank i zdobył WWE Championship, przenosząc ten tytuł do brandu ECW |
| 3 lipca 2006       | Edge pokonał Van Dama i zdobył WWE Championship, przenosząc tytuł z powrotem do brandu Raw. |
| 23 lipca 2008      | Triple H został przeniesiony do brandu SmackDown podczas draftu w 2008. |
| 13 kwietnia 2009   | Triple H został przeniesiony ponownie do brandu Raw podczas draftu w 2009. |
| 29 sierpnia 2011   | Zakończenie pierwszego podziału na brandy. Od tego momentu, WWE Champion i World Heavyweight Champion mogli pojawiać się na obu tygodniówkach. Mistrzostwa zostały zunifikowane w grudniu 2013, tym samym dezaktywując World Heavyweight Championship.                                 |
| 19 lipca 2016      | Powrót podziału na brandy. WWE Champion Dean Ambrose został przeniesiony do brandu SmackDown podczas draftu. Nazwa tytułu mistrzowskiego została zmieniona na WWE World Championship. W grudniu 2016 skrócono nazwę do WWE Championship.                                               |
| 1 listopada 2019   | WWE Champion Brock Lesnar opuścił brand SmackDown i przeniósł się do brandu Raw. |
| 28 kwietnia 2023   | Undisputed WWE Universal Champion Roman Reigns został przeniesiony do brandu SmackDown podczas draftu. |

## Wygląd pasa

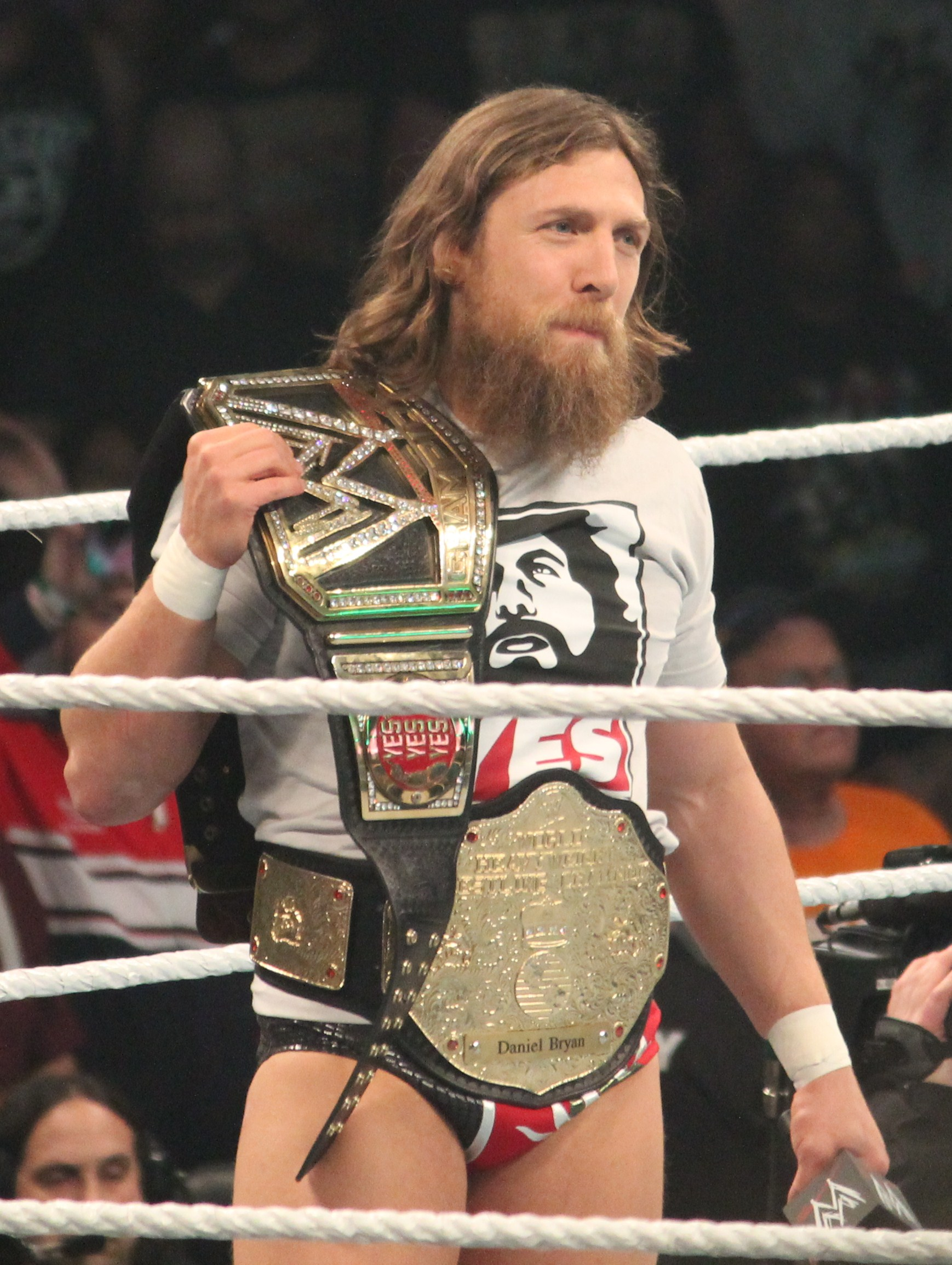
Czterokrotny mistrz Daniel Bryan wraz z designem tytułu z 2013-14. Kiedy zunifikowano WWE Championship i World Heavyweight Championship, od grudnia 2013 do sierpnia 2014 mistrz posiadał również Big Gold Belt

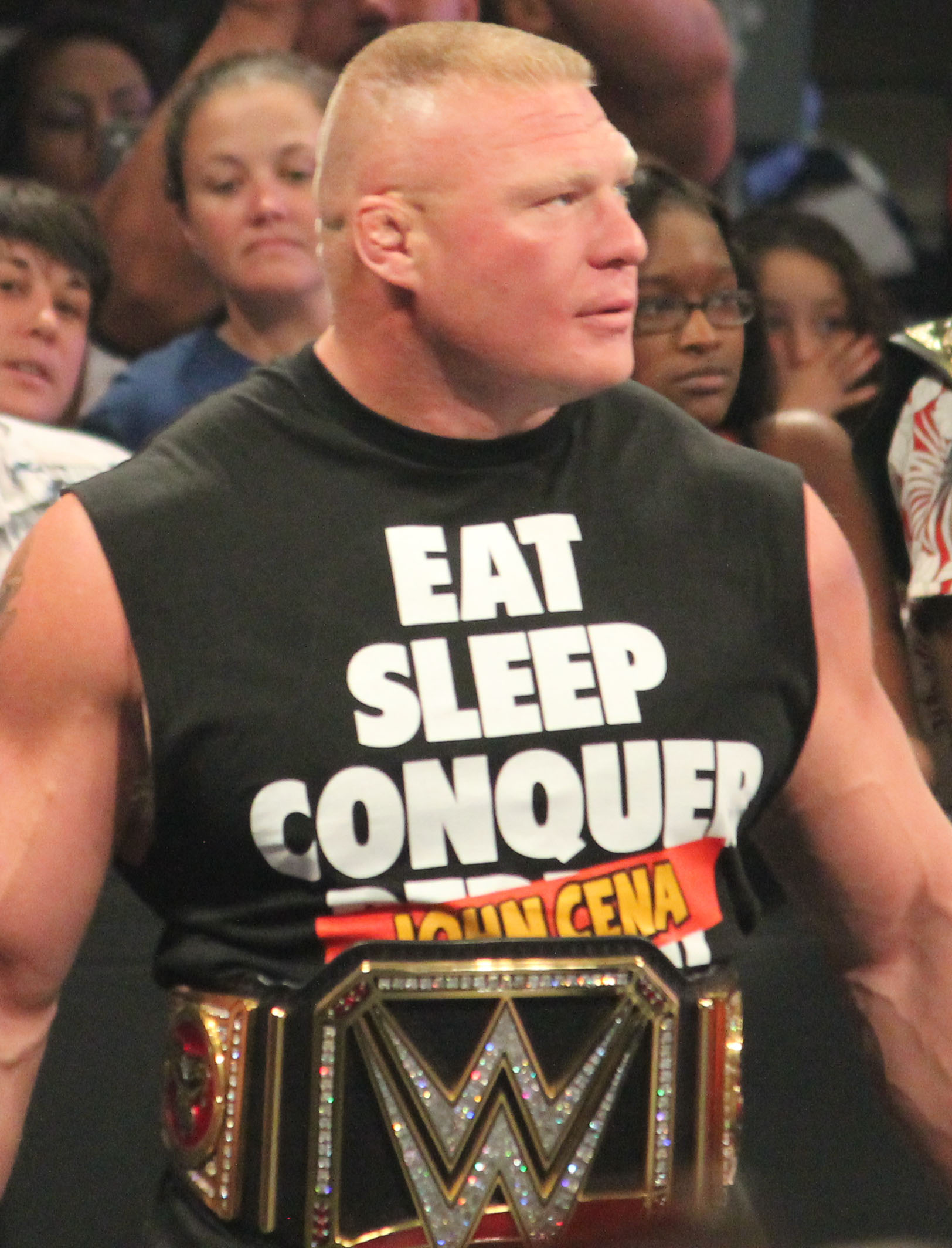
Siedmiokrotny mistrz Brock Lesnar z obecnym pasem WWE World Heavyweight Championship

W historii tytułu, aby wpasować się do charakteru wrestlera, dla niektórych z nich utworzono specjalne wersje pasów:
- The Ultimate Warrior – biały, niebieski i fioletowy pasek skórzany
- Stone Cold Steve Austin – „Smoking Skull belt” (wersja z wielką czaszką i rattlesnake’ami)
- Edge – „Rated-R Superstar” spinner belt (logo WWE zostało zamienione na logo Edge’a)
- The Miz – Litera „W” reprezentująca WWE została przekręcona na literę „M” reprezentującą The Miza
- Daniel Bryan – materiał pasa został zmieniony na ekologiczny (płytki z drewna, podstawa z juty i filcu)[31]

Wiele większa wersja tytułu została stworzona dla André the Gianta przed WrestleManią III, lecz nigdy go w tej wersji nie posiadał. Kolejna specjalna wersja tytułu została stworzona dla The Rocka, na której zawarto logo Brahma Bull na środku pasa w odpowiedzi na Smoking Skull Belt Austina, lecz nigdy nie ukazano go widzom w telewizji.
Wersja designu „Spinner” pasa, na której umieszczono złote i diamentowe ozdoby pasujące do charakteru hip-hopowego Ceny na tamten moment, weszła w życie 11 kwietnia 2005 i zrezygnowano z niej 18 lutego 2013. Oryginalnie, pas miał wskazywać na to do którego brandu on i jego właściciel należą. Kiedy go po raz pierwszy ukazano, na dolnej tabliczce można było przeczytać „SmackDown”, lecz zamieniono to na „Mon-Nite Raw” kiedy to John Cena został przeniesiony do brandu Raw. Wraz z ponownym przeniesieniem tytułu na SmackDown w 2008, napis Raw został zastąpiony drugim napisem WWE Champion. Edge zaprojektował kompletnie zmienioną wersję pasa inną niż „Rated R Spinner” podczas jego drugiego panowania, lecz ostatecznie jego wersja miała tylko zmienione logo WWE na grafikę z napisem „Rated-R Superstar”.
18 lutego 2013 na Raw, The Rock pokazał nowy pas WWE Championship. Nowy tytuł (który był częściowo tworzony przez Orange County Choppers z American Chopper) zawierał logo WWE (inkrustowane z diamentami) w siedmiokątnej głównej płycie pasa. Pod logiem znajdował się wielki napis „Champion”. Po bokach znajdowały się po dwie boczne płyty. Domyślnie (głównie kiedy tytuł jest zwakowany), boczne płyty zawierały czerwony globus i logo WWE, a także malutką koronę tuż nad nim. Kiedy wrestler zdobył ów tytuł, boczne płyty zostały podmieniane na wersje z grafikami/logami reprezentującymi danego mistrza (np. „Yes” Daniela Bryana).
Big Gold Belt, który był używany jako pas mistrzostw WCW Championship i World Heavyweight Championship, był używany w tandemie wraz z pasem WWF Championship kiedy to Chris Jericho zunifikował tytuły WWF i WCW na Vengeance 2001 formując niekwestionowane mistrzostwo. Właściciel Raw Ric Flair zaprezentował Triple H’owi nowy pojedynczy pas Undisputed WWE Championship na Raw z 4 kwietnia 2002. Wraz z unifikacją WWE Championship i World Heavyweight Championship w 2013, Big Gold Belt ponownie został używany w tandemie wraz z pasem WWE Championship w celu reprezentowania mistrzostwa WWE World Heavyweight Championship.
18 sierpnia 2014 podczas odcinka tygodniówki Raw panujący mistrz Brock Lesnar, który zdobył tytuł w przeddzień na gali SummerSlam, zaprezentował nowy pojedynczy pas reprezentujący WWE World Heavyweight Championship, który był tylko odświeżoną wersją ówczesnego pasa WWE Championship. Główną zmianą było nowe logo WWE, oryginalnie używane dla WWE Network. Tak jak wcześniej, można ujrzeć dominujące wielkie nowe logo WWE w siedmiokącie na centralnej płycie pasa, a poniżej znajduje się mały napis „World Heavyweight Championship”. Boczne płyty (w razie zwakowania) znów przedstawiały logo WWE na czerwonych globach (lecz tym razem bez korony) i panujący mistrz dalej miał własne grafiki na owych bocznych płytach. Tak jak w przypadku ujawnienia nowego pasa reprezentującego Undisputed WWE Championship, Big Gold Belt został porzucony i obecnie nie funkcjonuje jako mistrzostwo.
Po tym, jak Roman Reigns został Undisputed WWE Universal Championem na WrestleManii 38 w kwietniu 2022 roku, zarówno pasy Universal Championship, jak i WWE Championship zostały użyte w tandemie do reprezentowania niekwestionowanego tytułu, chociaż oba tytuły zachowały swoje indywidualne rodowody. 2 czerwca 2023 roku na odcinku SmackDown, aby uczcić 1000 dni Reignsa jako Universal Champion, otrzymał nowy pojedynczy pas tytułowy do reprezentowania Undisputed WWE Universal Championship. Ma ten sam wzór „Network Logo” na czarnym pasku, ale logo WWE jest wysadzane czarnymi diamentami, ma tło z teksturą bryłek złota za logo, które zostało wykonane jako część metalowej płytki zamiast kolorowej skóry, oraz tekst na dole tablicy głosi „Undisputed Champion”; płyty boczne pozostały takie same. Pomimo tego, jego menedżer Paul Heyman nosił standardowe pasy Universal i WWE Championship do końca lipca. Na stronie internetowej WWE zdjęcia poprzednich pasów tytułowych były nadal używane w historii poszczególnych tytułów każdego mistrzostwa aż do kwietnia 2024 roku, kiedy pas Undisputed WWE Universal Championship zastąpił obraz WWE Championship; historia tytułu Universal Championship pozostaje obrazem poprzedniego niebieskiego pasa.
W ostatnich latach stało się tradycją, iż WWE wysyła replikę WWE Championship dla zwycięzców World Series, Super Bowl, Finałów NBA oraz zdobywców Pucharu Stanleya.

## Panowania
WWE Championship zostało zaprezentowane w WWF w 1963. Wśród 55 oficjalnych posiadaczy i był zwakowany 11 razy. Pierwszym mistrzem był Buddy Rogers, zaś najdłużej panującym mistrzem był Bruno Sammartino, który posiadał tytuł od 17 maja 1963 do 18 stycznia 1971, razem 2803 dni (7 lat, 8 miesięcy i 1 dzień). Bruno Sammartino posiada również rekord całkowitego najdłuższego panowania, w sumie 4040 dni. Najkrócej tytuł posiadał André the Giant – oficjalny czas wynosi minuta i 48 sekund. Najmłodszym mistrzem jest Brock Lesnar, który zdobył tytuł w wieku 25 lat, zaś najstarszym jest Vince McMahon, który wygrał go w wieku 54 lat. John Cena jest rekordzistą w ilości panowań jako mistrz – zdobył tytuł 17 razy.
Obecnym mistrzem jest Cody Rhodes, który jest w swoim drugim panowaniu. Pokonał poprzedniego mistrza Johna Cenę w Street Fightcie podczas drugiej nocy SummerSlam, 3 sierpnia 2025.